# Margaux Hackett
Margaux Hackett (* 2. Juni 1999 in Annecy, Frankreich) ist eine neuseeländische Freestyle-Skierin. Sie startet in den Disziplinen Slopestyle und Big Air.

## Werdegang
Hackett startete im März 2016 in Silvaplana erstmals im Weltcup und belegte dabei den 24. Platz im Slopestyle. Im folgenden Jahr errang sie bei den Weltmeisterschaften in Sierra Nevada den 21. Platz im Slopestyle und bei den Juniorenweltmeisterschaften in Chiesa in Valmalenco den 16. Platz im Slopestyle. In der Saison 2018/19 erreichte sie mit zwei Top-Zehn-Platzierungen, den neunten Platz im Big-Air-Weltcup. Beim Saisonhöhepunkt, den Weltmeisterschaften 2019 in Park City, belegte sie den 13. Platz im Big Air. In der folgenden Saison kam sie bei vier Weltcupteilnahmen dreimal unter die ersten Zehn und erreichte damit den siebten Platz im Big-Air-Weltcup. Bei den Winter-X-Games 2020 in Aspen wurde sie Achte im Big Air und bei den X-Games Norway 2020 Achte im Slopestyle und Fünfte im Big Air.

## Erfolge

### Weltmeisterschaften
- Sierra Nevada 2017: 21. Slopestyle
- Park City 2019: 13. Big Air

### Weltcupwertungen
| Saison  | Gesamt | Gesamt | Big Air | Big Air | Slopestyle | Slopestyle |
| Saison  | Platz  | Punkte | Platz   | Punkte  | Platz      | Punkte     |
| ------- | ------ | ------ | ------- | ------- | ---------- | ---------- |
| 2015/16 | 176.   | 1,4    | -       | -       | 39.        | 7          |
| 2016/17 | 142.   | 5,8    | 28.     | 11      | 33.        | 29         |
| 2017/18 | 99.    | 12,57  | -       | -       | 23.        | 88         |
| 2018/19 | 65.    | 17,8   | 9.      | 56      | 14.        | 89         |
| 2019/20 | 71.    | 20     | 7.      | 100     | 20.        | 60         |

### Winter-X-Games
- Winter-X-Games 2020: 8. Big Air
- X-Games Norway 2020: 5. Big Air, 8. Slopestyle